# 克萊夫·戴維斯

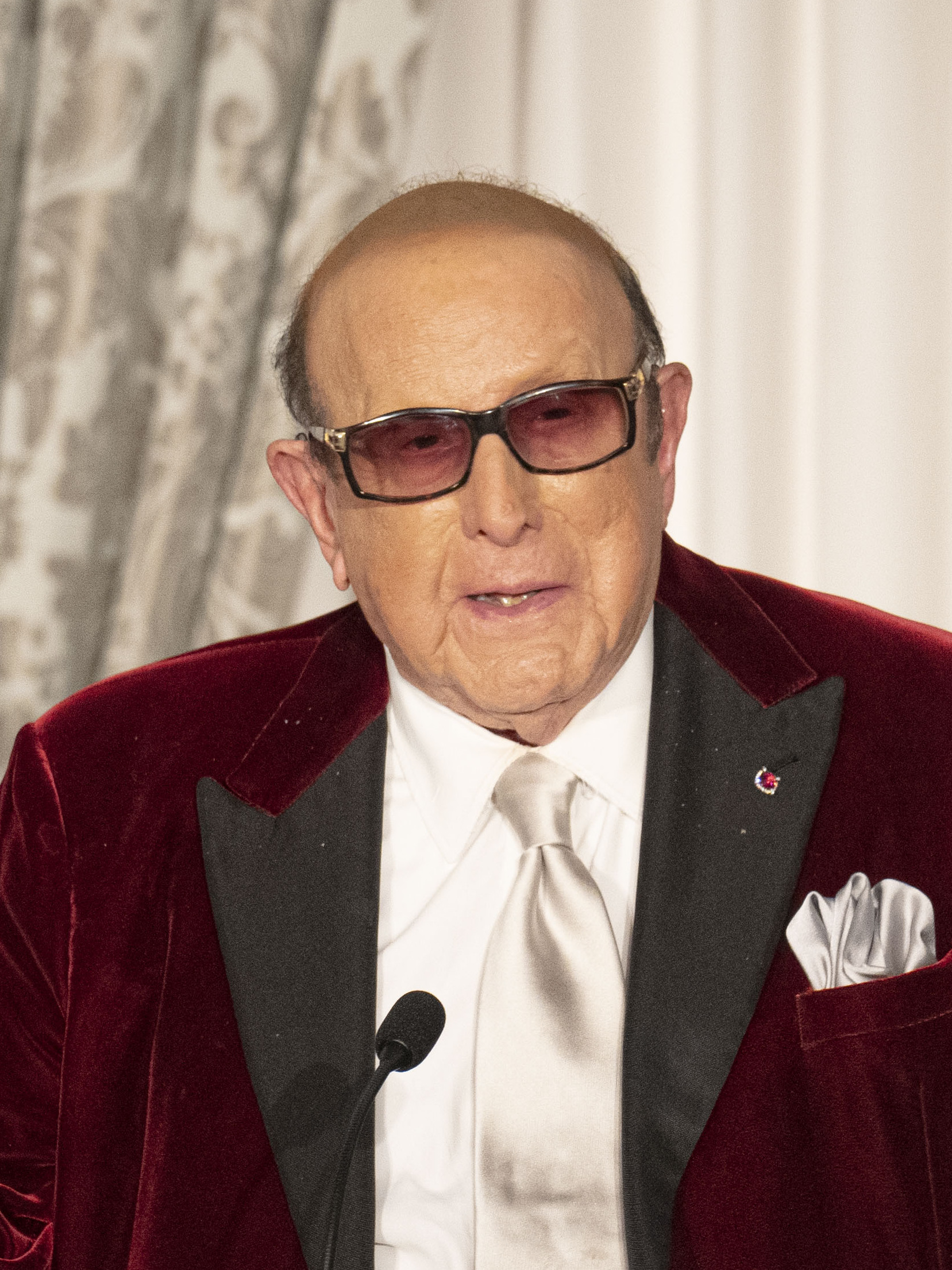
克萊夫·戴維斯

克莱夫·杰伊·戴维斯 (Clive Jay Davis，1932年4月4日—) 是美国音樂製作人、 A&R主管和律师。他曾五次获得格莱美奖，并于2000年入选摇滚名人堂。
1967年至1973年期間，戴维斯是哥伦比亚唱片的总裁。 1974年至2000年期間是阿里斯塔唱片的总裁，後來他又创立J唱片公司並擔任該公司的董事长兼首席执行官以及贝塔斯曼音乐集团北美公司的董事长兼首席执行官。他還曾在索尼音樂娛樂任職。